# Dracocephalum palmatum
Dracocephalum palmatum là một loài thực vật có hoa trong họ Hoa môi. Loài này được Steph. ex Willd. mô tả khoa học đầu tiên năm 1800.